# Riiko Sakkinen
Riiko Sakkinen (Helsinki, 2 de julio de 1976) es un artista finlandés que explora la cultura de consumo y reside y trabaja en Pepino, Toledo, España.

Dibujos de tamaño Din A4, en papel de baja calidad, expuestos en instalaciones de paredes coloreadas nos representan el mundo que Sakkinen ve y que según el artista muchos no quieren ver. También realiza pinturas, muchas de ellas en correalización con otros artistas, con iconos que adquiere de representaciones gráficas efímeras de la cultura de consumo, provenientes de la publicidad y la televisión, objetos, actuaciones, intervenciones, textos, listas en las que nos muestra las más ridículas obsesiones del mundo e incluso conceptos. 

Su obra está incluida en colecciones permanentes en el MoMA de Nueva York y en los museos de arte Amos Anderson  y Kiasma, ambos en Helsinki

## Biografía
Sakkinen nació en Helsinki (Finlandia), el 2 de julio de 1976, en una familia de clase media y de ideología comunista. Advertido en el colegio de que no sabía dibujar, comenzó escribiendo poemas, hasta que tras ver la exposición de Ilya Kabakov Operation Room (Mother and son) en 1994 decidió que él quería ser artista y comenzó su interés por las artes plásticas.

Al terminar el instituto quiso entrar en la academia finlandesa de Bellas Artes, y aunque al principio no fue aceptado, finalmente lo logró. Allí coincidió con quien más tarde ha sido gran amigo y pareja artística suya Jani Leinonen.
Durante la carrera universitaria viajó por Europa: Estocolmo, San Petersburgo, Berlín, Madrid… y se centró más en la idea de ser artista que en la producción de obra en sí. También conoció entonces a quien más tarde fuera su mujer, hecho que hizo que el artista comenzara a viajar a menudo a España a visitarla

En 2002 se licenció en la academia y marchó a Londres, acogido por el centro artístico de Camden y Delfina Studios; a los Balcanes con sus colegas Katia Tukiainen y Niko Luoma para la realización del proyecto que consistiría en la colocación carteles racistas ilegalmente por las calles, y más tarde iría a Bélgica.
Aunque durante la licenciatura viajó a menudo a España, no fue hasta 2003 cuando se mudó permanentemente, para más tarde casarse y tener a su hija.
Fue entonces cuando el mundo aumentó sus dimensiones para el artista y sus viajes comenzaron a concluir en países de América y Asia. Su último viaje fue a Pekín, donde co-realizó obra con el pintor vasco Judas Arrieta y participó en la 798 Pekín Biennale.

En 2010, con la fundación del movimiento artístico Turbo Realismo aun latente, fue gratificado con una beca mensual por el consejo de arte de Finlandia coincidiendo también con la llegada de su hijo.

## Arte

### Años 90
La intención artística de Sakkinen llegó temprano, pero fue en 1992 cuando su pasión aumentó y comenzó a recibir doctrina. 
Visitó las ciudades italianas de Florencia y Roma y se matriculó en el centro artístico donde las jóvenes promesas acudían. Comenzó una lectura compulsiva de contemporáneos y clásicos desde Dostoyevsky a Platón y a acudir semanalmente al cine Finnish Film Archive.
Escribía cortas historias y poemas y decidió que su sino era ser poeta o terrorista.
Influido por el álbum Generation Terrorists del grupo musical Manic Street Preachers en 1994, Sakkinen se enroló en la creación de un grupo de música en el que nadie tocaría instrumento alguno, pero no obtuvo éxito. Fue entonces cuando la exposición de Ilya Kabakov Operation Room (Mother and son) lo llevó a adentrarse en el mundo de las artes plásticas.

Su primera exposición tuvo lugar en 1996. Domestic Porn consistía en la exposición de pinturas en las que ver aparatos domésticos representados y logró buenas críticas y amplia cobertura mediática. Solicitó por segunda vez su entrada en la academia de Bellas Artes finlandesa, siendo de nuevo denegada su entrada, aunque fuera seleccionado a la par Artista por la asociación artística Muu.

Al año siguiente finalmente fue admitido en la academia finlandesa y su agradecimiento por ello consistió en la organización de una revuelta estudiantil. Su colega Jani Leinonen fue entonces compañero de clase, dando así comienzo a una fuerte amistad.

En 1998 comenzó a trabajar como guía en el museo Kiasma, hecho que le permitió emborracharse en arte y decidir cuales serían sus influencias. Consideró mejor exposición Everything American Is Evil – The Return to Constantinople de Bjarne Melgaard.
Ese mismo año comenzó también con la creación de dibujos tamaño Din A4, aunque se centró más en la asimilación del hecho de ser artista, y en averiguar el rol de éste en la sociedad.

### 2000-2009. Viajes

#### Europa
El artista comenzó el siglo pasando dos meses en Berlín en una residencia organizada por la academia finlandesa. Más tarde asistiría a un taller dirigido por el artista danés Tal R, con el que Sakkinen co-realizó una acción en la que se hizo pasar por el danés en una entrevista que el diario finlandés Helsingin Sonomat debía hacerle, logrando así pellizcar la autoridad del diario y aumentar su calidad de artista. La publicidad que el diario finlandés le brindó se alargó hasta al año siguiente cuando publicaron un amplio artículo sobre el artista en modo de mofa.

En 2001 se mudó a Madrid, desde donde comisarió su primera exposición First in, First out, First in, First Serve que tuvo lugar en Cuenca. Trabajó también ese año como intérprete del artista español Santiago Sierra durante la exhibición Ars 1 en el museo Kiasma de Helsinki.>

Comenzó a escribir artículos para la revista de arte finlandesa Taide a principios de 2002, cuando también se licenció en Bellas Artes. Como broche final de su vida estudiantil expuso como una de las obras al cocker spaniel de su madre en  la exposición de fin de carrera. Viajó a Londres tras graduarse para acudir a una residencia costeada por Camden Arts Centre y Delfina Studios. La primera exposición en conjunto con Jani Leinonen tuvo lugar ese mismo año, en el museo de arte de Helsinki, que más tarde compró su obra, y también fue partícipe de la trienal de fotografía de Finlandia que tuvo lugar en el museo de arte Amos Anderson en Helsinki.

Fue en 2003 cuando el artista viajó con sus colegas Katia Tukiainen y Niko Luoma a los Balcanes para llevar a cabo el proyecto  Keep on the Asphalt Sarajevo, Tirana, Atenas y Helsinki fueron empapelados por los artistas con carteles que mostraban definiciones de diferentes nacionalidades tomadas de enciclopedias de principios del siglo XX acompañadas de fotografías de los artistas.
A finales de año una exposición en Helsinki donde expuso lo que durante el verano había pintado en Bruselas y Amberes le aportó una fuerte atención mediática y una crítica negativa, que llevaría al artista a visitar más a menudo Bélgica en adelante. Participó como experto en la conferencia sobre Diálogo intercultural y prevención de conflicto organizado por el Consejo Europeo en Sarajevo.

#### Estados Unidos
En 2004 expuso por primera vez en Estados Unidos, en el Priska C. Juschka Fine Arts de Nueva York con  Everything I Don’t Understand Must Be Sin en la que incluyó por primera vez una instalación de paredes coloreadas. El diario New York Times evaluó la exposición del artista en una de sus publicaciones.

En provecho a la estancia y en modo de investigación el artista realizó junto con su colega Jani Leinonen una estancia en el estado de Tejas.

De vuelta a casa comenzó a trabajar con el comisario artístico Raúl Zamudio, quien lo incluiría en numerosas exposiciones.
A finales de año decoró con su obra la recepción que el presidente finlandés Tarja Jalonen dio al rey belga Albert II en Bruselas.
Con la llegada de su hija llegó también su primera exposición en Madrid Colon(ialismo) Madrid Remix comisariada por Patricia Esquivias y Manuela Moscoso en el Espacio F de Madrid. Creó entonces su primera colección de listas y deseos, repletas de obsesiones absurdas de la vida moderna como tartas favoritas, guerras favoritas, coca-colas favoritas, escorts chinas favoritas, etc

#### Asia
En 2006 viajó a Hong Kong participe de la exposición de jóvenes artistas españoles Serendipity en 1A Space. Impresionado con la cultura y la economía china, al año siguiente permaneció en Tokio como artista residente para la investigación de la imagen de Hello Kity y de diversos clubs influyentes en el continente. Fue entonces cuando la censura marcó al artista denegando su obra Human Rights Damage our Economy para una exposición en Pekín. Y a la vuelta el museo de arte contemporáneo Kiasma compraría varias obras de Sakkinen.

Viajó por las universidades finlandesas a comienzos de 2008 con su conferencia Survival Kit for Young Artists en la que recomendaba a los jóvenes artistas técnicas con las que sobrevivir en el mundo del arte. Con exposiciones en París y Berlín, viajó a Corea del Sur para realizar la instalación We Love Samsung and Kim-Il Sung en el festival Yeosu Internacional Art Festival, con la cual logró una gran atención mediática y también una investigación policial, que reaccionó con una demanda a la censura por parte del artista.

A comienzos de 2009 el artista pasó sus días en Helsinki montando junto a Leinonen su mayor exposición hasta el momento Jani and Riiko’s Free World en el museo de arte Amos Anderson,
La exposición los condecoró como celebridades en Finlandia, apareciendo por ello en revistas, periódicos y programas de televisión. En las entrevistas hablaba de la utopía de un comunismo donde todo el mundo condujera un BMW.
Ese mismo año comisarió la exposición Trickle-down Theory con obras de cien artistas internacionales.
En verano viajó a Pekín donde coprodujo obra con Judas Arrieta en el estudio del vasco MA Studio. Realizaron una serie que más tarde expusieron en varias galerías y clubes de la ciudad y en 2011 será expuesta en Korjaamo, Helsinki. Sakkinen participó también en la 798 Pekín Biennale en el distrito artístico 798'en el centro de la capital china.

### 2010. Turbo Realismo
En 2010 el artista creó su propio movimiento artístico llamado Turbo realismo. Movimiento en el que el arte es considerado un arma que cambiará el mundo, que construye el único arte adecuado a ser considerado contemporáneo, que es ventana al capitalismo globalizado y a todos los capitalismos existentes, y que, según predice el artista, sus militantes serán llamados a los campos de refugiados que previene el post-capitalismo construirá.

Tras la exposición My Favorite Lists en la que expuso su colección de listas de obsesiones absurdas del mundo, el Helsinki Art Museum compró toda la serie. Y tras participar en la exposición colectiva que tuvo lugar en el MoMA Counter Space: Design and the Moderm Kitchen la junta de arte finlandesa decidió becarlo con una aportación mensual. 

## Exposiciones

### Individuales

#### 2010
Riiko Sakkinen's Encyclopedia (Revised and Updated Edition). Comisariado por Suvi Saloniemi. Kunsthalle Helsinki

Escribid a Papá Noel y Pedid Libertad. Galería Gacma. Málaga, España

Sweetshop Sweatshop. Comisariado por Pauliina Gauffin. The Finnish Norwegian Cultural Institute. Oslo

My Favorite Lists. Korjaamo Galleria. Helsinki

#### 2009
Free World. En colaboración con Jani Leinonen. Bourouina Gallery. Berlín

Asia Belongs to Us. Judas Arrieta Vs. Riiko Sakkinen, Feat. Cao Huan Yi. MA Studio. Pekín

Jani and Riiko's Free World. En colaboración con Jani Leinonen. Amos Anderson Art Museum. Helsinki

Jani and Riiko's Presidential Suite. En colaboración con Jani Leinonen. Hotel Klaus K. Helsinki

Kosmostars. Korjaamo Galleria. Helsinki

#### 2008
Consommateur, applaudis, le spectacle est partout. Bourouina Gallery. Berlín

Human Rights Damage Our Economy. Galerie e.l Bannwarth. Paris

Jag skulle inte vilja hata Sverige men jag vågar inte hata Ryssland. Finlandsinstitutet. Stockholm

#### 2007
Todo en el Sur Es Tercer Mundo. Instituto Iberoamericano de Finlandia. Madrid

Let's Happy Life - Sparkling Girl Brings about a Revolution. Comisariado por Timo Valjakka. Korjaamo. Helsinki

Refreshing Molotov Cocktails. Comisariado por Jani Leinonen. Bar No.9. Helsinki

#### 2006
More Mustard Gas and Tomato Ketchup (My Very Best Friendly Fire). Transit. Mechelen, Belgium

#### 2005
Small Boys Units South Beach Diet. Galleria Krista Mikkola. Helsinki

Colon(ialismo) Madrid Remix. Comisariado por Patricia Esquivias y Manuela Moscoso. Los 29 Enchufes en Espacio F. Madrid

#### 2004
Boz Ulu Delgin. En colaboración con Neil Fauerso y Jani Leinonen. Testsite. Austin, Texas

Earn Money Without a Job. En colaboración con Jani Leinonen. The Bower. San Antonio, Texas

Everything I Don't Understand Must Be Sin. Priska C. Juschka Fine Art. Nueva York

#### 2003
Western World in Colors (Teen sen rahasta). Galleria Krista Mikkola. Helsinki

Keep on the Asphalt. En colaboración con Niko Luoma and Katja Tukiainen. Comisariado por Krista Mikkola. Exhibido en Cable Factory. Helsinki. Actuado en Sarajevo, Atenas, Tirana and Helsinki

Riiko Sakkinen's Express Kebab Pizza. Presentado por Inmaculada Díaz y Görsky Grytvic. Transit. Mechelen, Belgium

#### 2002
T-shirt Stall. Acción. Comisariado por Heather Galbraith. Camden Arts Centre. London

Jani Leinonen Vs. Riiko Sakkinen. Con la colaboración de Jani Leinonen. Comisariado por Jari Björklöv. Kluuvin Galleria, Helsinki Art Museum. Helsinki

#### 2000
Paha maito. Participaron: Simo Brotherus, Inmaculada Díaz, Görsky Grytvic, Joonas Kota, Ritva Narinen, Cecilia Stenbom, Erkki Veltheim y Gudrun F. Widlok. Gallery of the Academy of Fine Arts. Helsinki

#### 1999
Sillas y Otros Paisajes. Finnish Academy of Fine Arts. Helsinki

Trípticos Instalaciones Inmobiliarias. Comisariado por Macu Díaz. Facultad de Bellas Artes, Universidad de Castilla-La Mancha. Cuenca

#### 1996
Kotitalouspornoa. Galleria Jangva. Helsinki

### Grupales
Últimos tres años:

#### 2010
Counter Space: Design and the Modern Kitchen. Comisariada por Juliet Kinchin y Aidan O’Connor. Museum of Modern Art. Nueva York

Persten Collection Mix - Candy Cane Meets 61 Hearts. Comisariada por Eeropekka Rislakki. Persten Pop-up Gallery. Helsinki

Momentum Design. Comisariada por Punkt Ø. Momentum Kunsthall. Moss, Noruega

Cool Rooms. Comisariada por Jani Leinonen. Punkaharju State Hotel. Punkaharju, Finlandia

Cool Water. Comisariada por Timo Valjakka. Korjaamo Galleria. Helsinki

Ese Oscuro Objeto del Deseo. Comisariada por Raúl Zamudio. Pristine Galerie. Monterrey, México

Twilight of the Idols. Comisariada por Raúl Zamudio. Galería Casado Santapau. Madrid

The Metamorphosis. Comisariada por Raúl Zamudio. Other Gallery. Shanghái

#### 2009
Text Festival. Comisariada por Tony Trehy. Manchester

Memories of China. Comisariada por Vivían Cao y Coral Lu. 798 Space. Pekín

Imaging China. Comisariada por Judas Arrieta. Lan Club. Pekín

The Man Who Fell to Earth. Comisariada por Raúl Zamudio. T-Space. Pekín 798 Biennale

Un NO por respuesta. Comisariaza por Tania Pardo. Musac - Museo de Arte Contemporáneo de Castilla y León. León

Tracking Traces. Comisariada por Eija Aarnio, Leevi Haapala y Pirkko Siitari. Kiasma Museum of Contemporary Art. Helsinki

The Borders. Comisariada por Hyewon Yi. Amelie A. Wallace Gallery. Old Westbury, Nueva York

Espejo canalla. Comisariada por Rafael De Diego, Raquel Francisco Baeza y Iban Gaztanbide. Galería Artificial. Madrid

#### 2008
Showroom. La Fresh Gallery. Madrid

Uno Más Uno Es Multitud. Comisariaza por Tania Pardo. Doméstico '08. Madrid

Smart. Comisariada por Aura Seikkula. Korjaamo Galleria. Helsinki

From the Arctic to the Prairie. Comisariada por Lisa Baldini. Golden. Chicago
Made in Kuvataideakatemia. Comisariada por Riikka Stewen. Finnish Academy of Fine Arts. Helsinki

Garden of Delights - Yeosu International Art Festival. Comisariada por Raúl Zamudio. Jinnan Culture and Arts Centre. Yeosu, South Korea

Sampo. Comisariada por Eeropekka Rislakki. 4mula Gallery. San Petersburgo

Kesänäyttely. Comisariada por Sampo Linkoneva. Honkahovi. Mänttä, Finlandia

Group Show. Galerie e.l Bannwarth en la Galerie JBB. Mulhouse, Francia

Headhunters. Comisariada por Jani Leinonen. Showroom X. Helsinki

Spectacular Redux. Comisariada por Raúl Zamudio. EDS Galería. México City

Dark. Comisariada por Timo Valjakka. Korjaamo. Helsinki

Todella Siistiä. Comisariada por Henna Paunu. Rauma Art Museum. Rauma, Finlandia